# Islandia na Igrzyskach Europejskich 2015
Islandia na Igrzyskach Europejskich 2015 w Baku – grupa sportowców reprezentujących Islandię na Igrzyskach Europejskich 2015 w Baku. Kraj reprezentowało 19 sportowców biorących udział w 9 dyscyplinach.

## Wyniki

### Badminton
| Zawodnik         | Konkurencja    | Faza grupowa            | Faza grupowa        | Faza grupowa | Faza grupowa | 1/8 finału | 1/8 finału | Ćwierćfinał | Ćwierćfinał | Półfinał   | Półfinał | Finał      | Finał | Poz. |
| Zawodnik         | Konkurencja    | Przeciwnik              | Wynik               | Pkt.         | Poz.         | Przeciwnik | Wynik      | Przeciwnik  | Wynik       | Przeciwnik | Wynik    | Przeciwnik | Wynik | Poz. |
| ---------------- | -------------- | ----------------------- | ------------------- | ------------ | ------------ | ---------- | ---------- | ----------- | ----------- | ---------- | -------- | ---------- | ----- | ---- |
| Kobiety          |                |                         |                     |              |              |            |            |             |             |            |          |            |       |      |
| Sara Högnadóttir | Gra pojedyncza | Fiorella Marie Sadowski | 21:17, 21:13        | 2            | 3            | –          | –          | –           | –           | –          | –        | –          | –     |      |
| Sara Högnadóttir | Gra pojedyncza | Anna Thea Madsen        | 9:21, 8:21          | 2            | 3            | –          | –          | –           | –           | –          | –        | –          | –     |      |
| Sara Högnadóttir | Gra pojedyncza | Airi Mikkelä            | 11:21, 16:21        | 2            | 3            | –          | –          | –           | –           | –          | –        | –          | –     |      |
| Mężczyźni        |                |                         |                     |              |              |            |            |             |             |            |          |            |       |      |
| Kari Gunnarsson  | Gra pojedyncza | Wladimir Malkow         | 14:21, 12:21        | 2            | 3            | –          | –          | –           | –           | –          | –        | –          | –     |      |
| Kari Gunnarsson  | Gra pojedyncza | Eetu Heino              | 19:21, 21:10, 13:21 | 2            | 3            | –          | –          | –           | –           | –          | –        | –          | –     |      |
| Kari Gunnarsson  | Gra pojedyncza | Jarolím Vícen           | 21:17, 21:12        | 2            | 3            | –          | –          | –           | –           | –          | –        | –          | –     |      |

### Łucznictwo
| Zawodnik                 | Konkurencja   | Runda wstępna | Runda wstępna | Runda 1        | Runda 1 | Runda 2    | Runda 2 | 1/8 funału | 1/8 funału | Ćwierćfinał | Ćwierćfinał | Półfinał   | Półfinał | Finał      | Finał | Poz.  |
| Zawodnik                 | Konkurencja   | Wynik         | Poz.          | Przeciwnik     | Wynik   | Przeciwnik | Wynik   | Przeciwnik | Wynik      | Przeciwnik  | Wynik       | Przeciwnik | Wynik    | Przeciwnik | Wynik | Poz.  |
| ------------------------ | ------------- | ------------- | ------------- | -------------- | ------- | ---------- | ------- | ---------- | ---------- | ----------- | ----------- | ---------- | -------- | ---------- | ----- | ----- |
| Mężczyźni                |               |               |               |                |         |            |         |            |            |             |             |            |          |            |       |       |
| Sigurjón Atli Sigurðsson | Indywidualnie | 614           | 58            | Anton Prilepow | 3 : 7   | –          | –       | –          | –          | –           | –           | –          | –        | –          | –     | 33−64 |

### Szermierka
| Zawodnik               | Konkurencja          | Faza grupowa     | Faza grupowa | Runda 1    | Runda 1 | 1/8 funału | 1/8 funału | Ćwierćfinał | Ćwierćfinał | Półfinał / Klasyfikacja | Półfinał / Klasyfikacja | Finał      | Finał | Poz. |
| Zawodnik               | Konkurencja          | Bilans zwycięstw | Poz.         | Przeciwnik | Wynik   | Przeciwnik | Wynik      | Przeciwnik  | Wynik       | Przeciwnik              | Wynik                   | Przeciwnik | Wynik | Poz. |
| ---------------------- | -------------------- | ---------------- | ------------ | ---------- | ------- | ---------- | ---------- | ----------- | ----------- | ----------------------- | ----------------------- | ---------- | ----- | ---- |
| Kobiety                |                      |                  |              |            |         |            |            |             |             |                         |                         |            |       |      |
| Thorbjörg Ágústsdóttir | Szabla indywidualnie | 0:5              | 6            | –          | –       | –          | –          | –           | –           | –                       | –                       | –          | –     |      |

### Gimnastyka sportowa
| Kobiety               |                    |        |    |        |    |        |    |        |    |        |    |
| Dominiqua Belanyi     | Kwalifikacje       | –      | –  | 11,700 | 36 | 11,333 | 68 | 12,233 | 36 | 48,366 | 44 |
| Thelma Hermannsdottir | Kwalifikacje       | –      | –  | 10,033 | 68 | 11,766 | 55 | 10,766 | 66 | 45,798 | 63 |
| Norma Robertsdottir   | Kwalifikacje       | 13,816 | 7  | 9,566  | 73 | 12,100 | 48 | 10,366 | 71 | 46,198 | 58 |
| Drużynowo             | Wielobój drużynowy | 27,399 | 14 | 21,733 | 19 | 23,866 | 19 | 22,999 | 22 | 95,997 | 19 |

| Mężczyźni            |              |        |    |        |    |        |    |   |   |        |    |        |    |        |    |
| Valgard Reinhardsson | Kwalifikacje | 14,133 | 25 | 12,466 | 54 | 11,600 | 73 | – | – | 13,400 | 46 | 12,733 | 65 | 78,665 | 46 |

### Judo
| Zawodnik        | Kategoria | Runda 1              | Runda 1   | Runda 2    | Runda 2 | 1/8 finału | 1/8 finału | Ćwierćfinał | Ćwierćfinał | Repasaż Półfinał | Repasaż Półfinał | Półfinał   | Półfinał | Repasaż Finał | Repasaż Finał | Finał Walka o brąz | Finał Walka o brąz | Poz. |
| Zawodnik        | Kategoria | Przeciwnik           | Wynik     | Przeciwnik | Wynik   | Przeciwnik | Wynik      | Przeciwnik  | Wynik       | Przeciwnik       | Wynik            | Przeciwnik | Wynik    | Przeciwnik    | Wynik         | Przeciwnik         | Wynik              | Poz. |
| --------------- | --------- | -------------------- | --------- | ---------- | ------- | ---------- | ---------- | ----------- | ----------- | ---------------- | ---------------- | ---------- | -------- | ------------- | ------------- | ------------------ | ------------------ | ---- |
| Mężczyźni       |           |                      |           |            |         |            |            |             |             |                  |                  |            |          |               |               |                    |                    |      |
| Sveinbjörn Iura | do 81 kg  | Alexander Wieczerzak | 0012-1001 | –          | –       | –          | –          | –           | –           | –                | –                | –          | –        | –             | –             | –                  | –                  |      |

### Karate
| Kobiety              |                 |                                           |              |   |   |   |   |  |
| Telma Frimannsdottir | Kumite do 68 kg | Elena Quirici Marina Rakovic Hafsa Burucu | 0:9 0:2 1:10 | – | – | – | – |  |

### Strzelectwo
| Zawodnik             | Klasa    | Konkurencja                | Kwalifikacje | Kwalifikacje | Finał | Finał | Poz. |
| Zawodnik             | Klasa    | Konkurencja                | Pkt.         | Poz.         | Pkt.  | Poz.  | Poz. |
| -------------------- | -------- | -------------------------- | ------------ | ------------ | ----- | ----- | ---- |
| Mężczyźni            |          |                            |              |              |       |       |      |
| Ásgeir Sigurgeirsson | Pistolet | Pistolet pneumatyczny 10 m | 572          | 22           | –     | –     |      |
| Ásgeir Sigurgeirsson | Pistolet | Pistolet sportowy 50 m     | 556          | 7            | 127,1 | 5     | 5    |
| Hàkon Svavarsson     | Flinta   | Skeet                      | 111          | 28           | –     | –     |      |

### Taekwondo
| Zawodnik      | Konkurencja | 1/8 finału    | 1/8 finału | Ćwierćfinał | Ćwierćfinał | Hoffnungsrunde Półfinał | Hoffnungsrunde Półfinał | Półfinał   | Półfinał | Hoffnungsrunde Finał / Brązowy medal | Hoffnungsrunde Finał / Brązowy medal | Finał      | Finał | Poz. |
| Zawodnik      | Konkurencja | Przeciwnik    | Wynik      | Przeciwnik  | Wynik       | Przeciwnik              | Wynik                   | Przeciwnik | Wynik    | Przeciwnik                           | Wynik                                | Przeciwnik | Wynik | Poz. |
| ------------- | ----------- | ------------- | ---------- | ----------- | ----------- | ----------------------- | ----------------------- | ---------- | -------- | ------------------------------------ | ------------------------------------ | ---------- | ----- | ---- |
| Mężczyźni     |             |               |            |             |             |                         |                         |            |          |                                      |                                      |            |       |      |
| Meisam Rafiei | do 58 kg    | Levent Tuncat | 3:7        | –           | –           | –                       | –                       | –          | –        | –                                    | –                                    | –          | –     | 9-16 |

### Sporty wodne

#### Pływanie
| Zawodnik               | Konkurencja              | Kwalifikacje | Kwalifikacje | Półfinał | Półfinał | Finał    | Finał | Poz. |
| Zawodnik               | Konkurencja              | Czas         | Poz.         | Czas     | Poz.     | Czas     | Poz.  | Poz. |
| ---------------------- | ------------------------ | ------------ | ------------ | -------- | -------- | -------- | ----- | ---- |
| Kobiety                |                          |              |              |          |          |          |       |      |
| Bryndís Bolladóttir    | 50 m stylem dowolnym     | 27,39        | 36           | –        | –        | –        | –     |      |
| Bryndís Bolladóttir    | 100 m stylem dowolnym    | 59,29        | 45           | –        | –        | –        | –     |      |
| Bryndís Bolladóttir    | 50 m stylem motylkowym   | 29,43        | 39           | –        | –        | –        | –     |      |
| Sunneva Fridriksdottir | 100 m stylem dowolnym    | 59,80        | 49           | –        | –        | –        | –     |      |
| Sunneva Fridriksdottir | 200 m stylem dowolnym    | 2:08,69      | 41           | –        | –        | –        | –     |      |
| Sunneva Fridriksdottir | 400 m stylem dowolnym    | 4:29,31      | 29           | –        | –        | –        | –     |      |
| Sunneva Fridriksdottir | 800 m stylem dowolnym    | –            | –            | –        | –        | 9:11,90  | 16    | 16   |
| Harpa Ingþórsdóttir    | 800 m stylem dowolnym    | –            | –            | –        | –        | 9:30,65  | 25    | 25   |
| Harpa Ingþórsdóttir    | 1500 m stylem dowolnym   | –            | –            | –        | –        | 17:43,52 | 15    | 15   |
| Eydís Kolbeinsdóttir   | 400 m stylem dowolnym    | 4:35,47      | 41           | –        | –        | –        | –     |      |
| Eydís Kolbeinsdóttir   | 1500 m stylem dowolnym   | –            | –            | –        | –        | 17:36,25 | 12    | 12   |
| Eydís Kolbeinsdóttir   | 200 m stylem zmiennym    | 2:30,94      | 36           | –        | –        | –        | –     |      |
| Mężczyźni              |                          |              |              |          |          |          |       |      |
| Bragi Hallsson         | 50 m stylem grzbietowym  | 27,91        | 37           | –        | –        | –        | –     |      |
| Bragi Hallsson         | 100 m stylem grzbietowym | 1:00,13      | 48           | –        | –        | –        | –     |      |
| Bragi Hallsson         | 200 m stylem grzbietowym | 2:10,31      | 33           | –        | –        | –        | –     |      |